# Icon Sport
Icon Sport（アイコン・スポーツ）は、アメリカ合衆国の総合格闘技団体。ハワイ州を拠点とていた。

## 概要
1996年1月、T・ジェイ・トンプソンが寝技での攻撃を制限した酒場などで開催される大会「FutureBrawl」を創設。6月の第4回大会からマット・ヒュームのAMCパンクレイションと提携しトーナメント戦を主体とした総合格闘技の大会になり、団体名を「SuperBrawl」に変更した。
1999年5月から修斗に加盟しプロ修斗公式戦を開催するも、2000年7月にリングスのアメリカ大会を開催したため、修斗のプロモーターライセンスを剥奪された。
その後、ライセンスが再発行され修斗公式戦を再開したが修斗が地域王座を新設し、団体王座を認可しない方針を取ったため2003年5月に修斗から脱退した。
2005年10月、団体名を「Icon Sport」に変更。
2007年9月、EliteXCを運営するProEliteに買収され、T・ジェイ・トンプソンはEliteXCのマッチメイカーに就任した。

## ルール
試合場はリングで行い、NJSACB制定のユニファイドルールに準拠。

## 階級・王座
- 王座の変遷については「Icon Sport王者一覧」を参照。

## 開催履歴
| 大会名                        | 開催年月日     | 会場                                 | 開催地           |
| ----------------------------- | -------------- | ------------------------------------ | ---------------- |
| Icon Sport: Hard Times        | 2008年8月2日   | ニール・エス・ブレイズデル・センター | ハワイ州ホノルル |
| Icon Sport: Baroni vs. Hose   | 2008年3月15日  | ニール・エス・ブレイズデル・センター | ハワイ州ホノルル |
| Icon Sport: Epic              | 2007年3月31日  | ブレイズデル・アリーナ               | ハワイ州ホノルル |
| Icon Sport: All In            | 2007年2月9日   | ブレイズデル・アリーナ               | ハワイ州ホノルル |
| Icon Sport: Mayhem vs. Trigg  | 2006年12月1日  | ブレイズデル・アリーナ               | ハワイ州ホノルル |
| Icon Sport: Mayhem vs. Lawler | 2006年9月2日   | ブレイズデル・アリーナ               | ハワイ州ホノルル |
| Icon Sport: Mayhem vs. Giant  | 2006年5月26日  | ブレイズデル・アリーナ               | ハワイ州ホノルル |
| Icon Sport: Lawler vs. Niko 2 | 2006年2月25日  | ブレイズデル・アリーナ               | ハワイ州ホノルル |
| Icon Sport: Opposites Attract | 2005年10月28日 | -                                    | ハワイ州         |
| SuperBrawl: Icon              | 2005年7月23日  | -                                    | ハワイ州ホノルル |